# محمد أكبر حسين
محمد أكبر حسين (بالبنغالية: মোহম্মদ আকবর হোসেন)‏ هو عسكري بنغلاديشي، ولد في 1965.